# The Leaving Song Pt. II
«The Leaving Song Pt. II» — песня калифорнийской альтернативной рок-группы AFI. Выпущена в качестве второго сингла с их шестого студийного альбома Sing the Sorrow в 2003 году. Поднялась на 16-ю строчку в чартах альтернативного рока.

## Список композиций
Промо CD
1. «The Leaving Song Pt. II» — 03:31

Промо VHS
1. «The Leaving Song Pt. II» (Director’s Cut) (Видеоклип) — ??:??

Британия — 7"
1. «The Leaving Song Pt. II» — 03:31
2. «The Great Disappointment» (Demo) — 05:01

Австралия
1. «The Leaving Song Pt. II» — 03:31
2. «This Celluloid Dream» (Demo) — 04:18
3. «Synesthesia» (Demo) — 04:35
4. «Girl’s Not Grey» (Final) (Видеоклип) — 03:11

Германия
1. «The Leaving Song Pt. II» — 03:31
2. «The Great Disappointment» (Demo) — 05:01

Европа — кассета
1. «The Leaving Song Pt. II» — 03:31

Британия — CD1
1. «The Leaving Song Pt. II» — 03:31
2. «The Great Disappointment» (Demo) — 05:01
3. «Paper Airplanes (makeshift wings)» (Demo) — 04:04
4. «The Leaving Song Pt. II» (Видеоклип) — 03:32

Британия — CD2
1. «The Leaving Song Pt. II» — 03:31
2. «…but home is nowhere» (Demo) — 03:42
3. «The Leaving Song» (Demo) — 02:34

## Видеоклип
Видеоклип спродюсирован Марком Веббом и заснят на складе в Лос-Анджелесе в мае 2003 года.
В этом видео группа выступает на сцене перед толпой, танцующей в стиле мош. Также в начале клипа показывают членов группы, готовившихся к выступлению. В конце Хэвок бросает микрофон и уходит со сцены.

## Позиции в чартах
| Чарт                       | Позиция |
| -------------------------- | ------- |
| Hot Mainstream Rock Tracks | 31      |
| Hot Modern Rock Tracks     | 16      |
| ARIA Charts                | 27      |
| UK Singles                 | 43      |